# Szenátus (Csehország)
A Szenátus (csehül: Senát Parlamentu České republiky, "a Cseh Köztársaság Parlamentjének Szenátusa") Csehország parlamentjének felsőháza. A szenátus székhelye a prágai Wallenstein-palota.